# Jan W. van Spronsen
Johannes „Jan“ Willem van Spronsen (* 7. Februar 1928 in Den Haag; † 31. Dezember 2010 ebenda) war ein niederländischer Chemiehistoriker.
Van Spronsen studierte Chemie an der Technischen Hochschule in Delft mit dem Abschluss 1946 und an der Universität Leiden mit dem Abschluss 1952. Er war 1953 bis 1963 Chemielehrer an einer Schule für Elektrotechnik in Amsterdam und 1954 bis 1984 am Gymnasium in Alkmaar. 1969 wurde er in Leiden mit einer Dissertation über die Geschichte des Periodensystems der Elemente promoviert. 1960 bis 1984 lehrte er auch Chemiegeschichte an der Universität Utrecht als Assistenzprofessor. 1971 war er Gastprofessor an der Universität Gent.
Er ist vor allem bekannt als Historiker des Periodensystems. Darin macht er sechs weitgehend unabhängige Entdecker aus: neben Meyer und Mendelejew Alexandre-Emile Béguyer de Chancourtois, William Odling, Gustavus Hinrichs und John A. R. Newlands.
1975 erhielt er den Dexter Award. Er war langjähriger Vorsitzender der Gruppe für Chemiegeschichte der Königlich Niederländischen Chemischen Gesellschaft. 1997 erhielt er den Liebig-Wöhler Freundschaftspreis, 1994 die von Marum Medaille der Niederländischen Chemischen Gesellschaft und 1994 die Sarton-Medaille der Universität Gent. 1970 erhielt er den J. B. Gillis Preis der Königlich Flämischen Akademie der Wissenschaften.
1952 bis 1958 war er Sekretär der Künstlergesellschaft Artifex und 1978 bis 1995 Präsident der Stiftung Orgelcentrum.

## Schriften
- The Periodic System of Chemical Elements: A History of the First 100 Years, Elsevier 1969 (japanische Übersetzung 1976)
- L’Histoire de la Décourverte du  Systeme Periodique des Elements Chimiques et l’Apport de Béguyer de Chancourtois, 1965
- Historia del Descrubiminento del Sistema Periodico de los Elementos Chimicos, 1967
- Historie van de Scheikunde in Europse Musea, 1973, 1982
- Louis Pasteur, in Actuele onderwerpen, 1985
- Schets der Leere van Lavoisier door Martinus van Marum, 1987
- Guide of European Museums with Collections on History of Chemistry, 1981, 1996
- Guide for Museums with Collections on History of Chemistry and of Pharmacy, 1998
- Herausgeber: Nobel Prize Topics in Chemistry 1981
- One Hundred Years of the Law of Octaves, Chymia, Band 12, 1965, S. 125–137
- The History and Prehistory of the Law of Dulong and Petit as Applied to the Determination of Atomic Weights, Chymia, Band 12, 1967, S. 157–169
- The Priority Conflict Between Mendeleev and Meyer, Journal of Chemical Education, Band 46, 1969, S. 136–139
- Mendeleev as a Speculator, Journal of Chemical Education, Band 58, 1981, S. 790–791